# Cucullia brevipennis
Cucullia brevipennis là một loài bướm đêm trong họ Noctuidae.